# یازوویک
یازوویک (به صربی: Jazovik) یک منطقهٔ مسکونی در صربستان است که در ناحیه کولوبارا واقع شده‌است.
 یازوویک  ۱۴۴ نفر جمعیت دارد.